# إيفان ياكوفليف
إيفان ياكوفليف (مواليد 17 أبريل 1995) هو لاعب كرة طائرة روسي يلعب في منتخب روسيا لكرة الطائرة.